# Grézieu-la-Varenne
Grézieu-la-Varenne település Franciaországban, Rhône megyében. Lakosainak száma 6284 fő (2022. január 1.). Grézieu-la-Varenne Sainte-Consorce, Pollionnay, Saint-Genis-les-Ollières, Brindas, Craponne és Vaugneray községekkel határos.

## Népesség
A település népességének változása:
| Lakosok száma | 5331 | 5525 | 5741 | 5734 | 5838 | 6062 | 6029 | 6094 | 6284 |
|               | 2013 | 2015 | 2016 | 2017 | 2018 | 2019 | 2020 | 2021 | 2022 |